# Eriocaulon laxifolium
Eriocaulon laxifolium är en gräsväxtart som beskrevs av Friedrich August Körnicke. Eriocaulon laxifolium ingår i släktet Eriocaulon och familjen Eriocaulaceae. Inga underarter finns listade i Catalogue of Life.